# Хофбибер
Хофбибер (нем. Hofbieber) — община в Германии, в земле Гессен. Подчиняется административному округу Кассель. Входит в состав района Фульда.  Население составляет 6222 человека (на 31 декабря 2010 года). Занимает площадь 87,2 км².

## Галерея

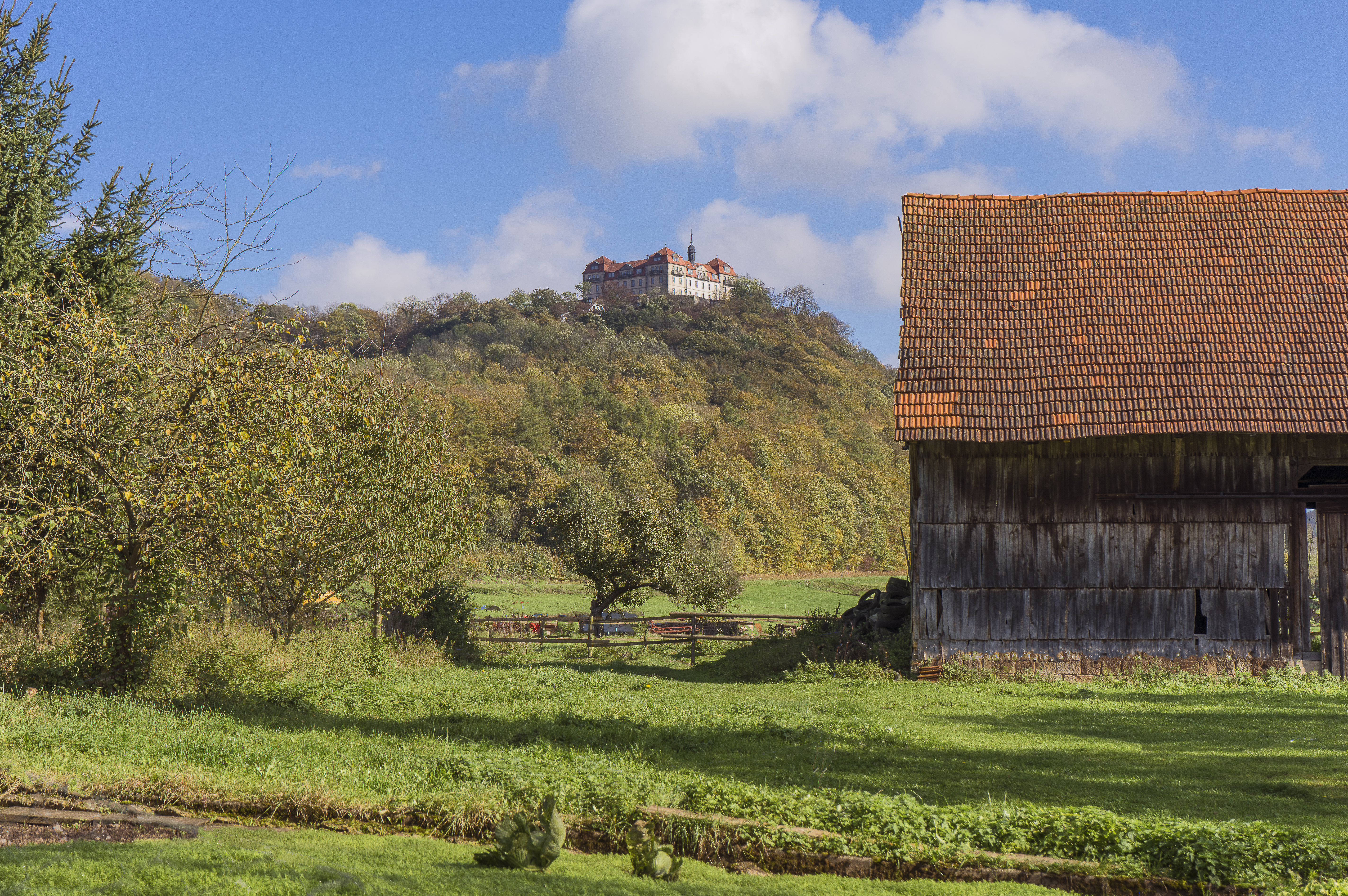
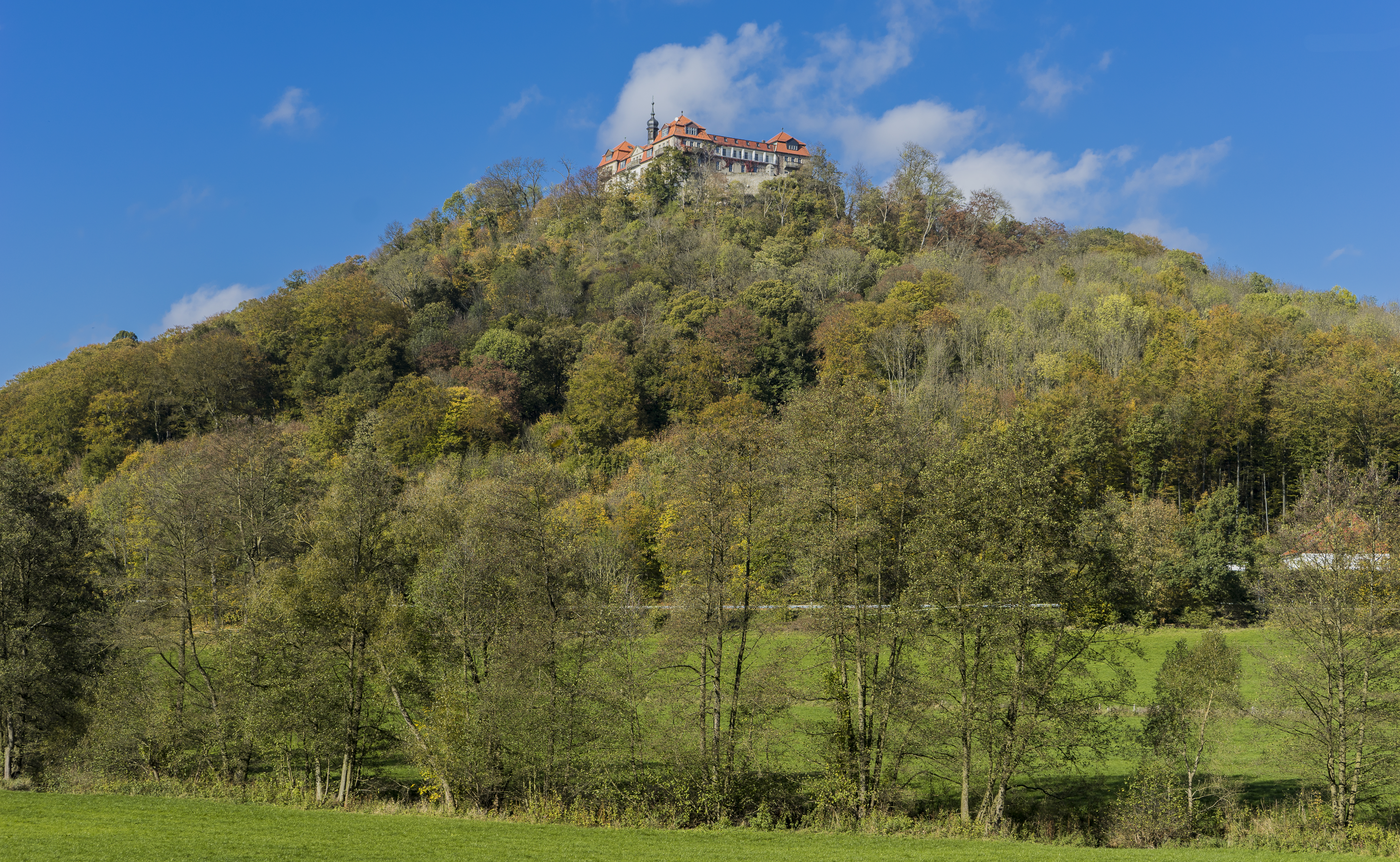
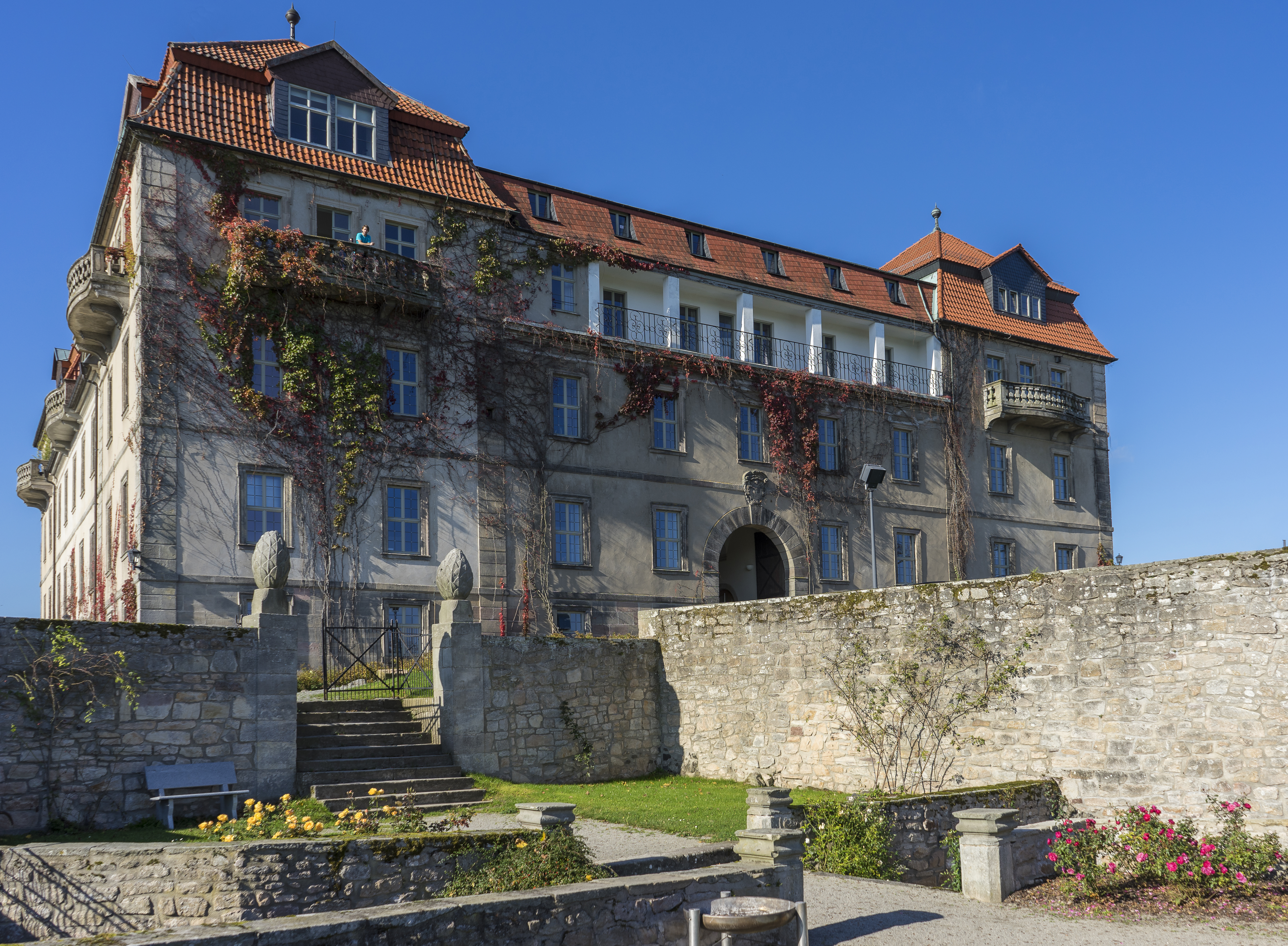
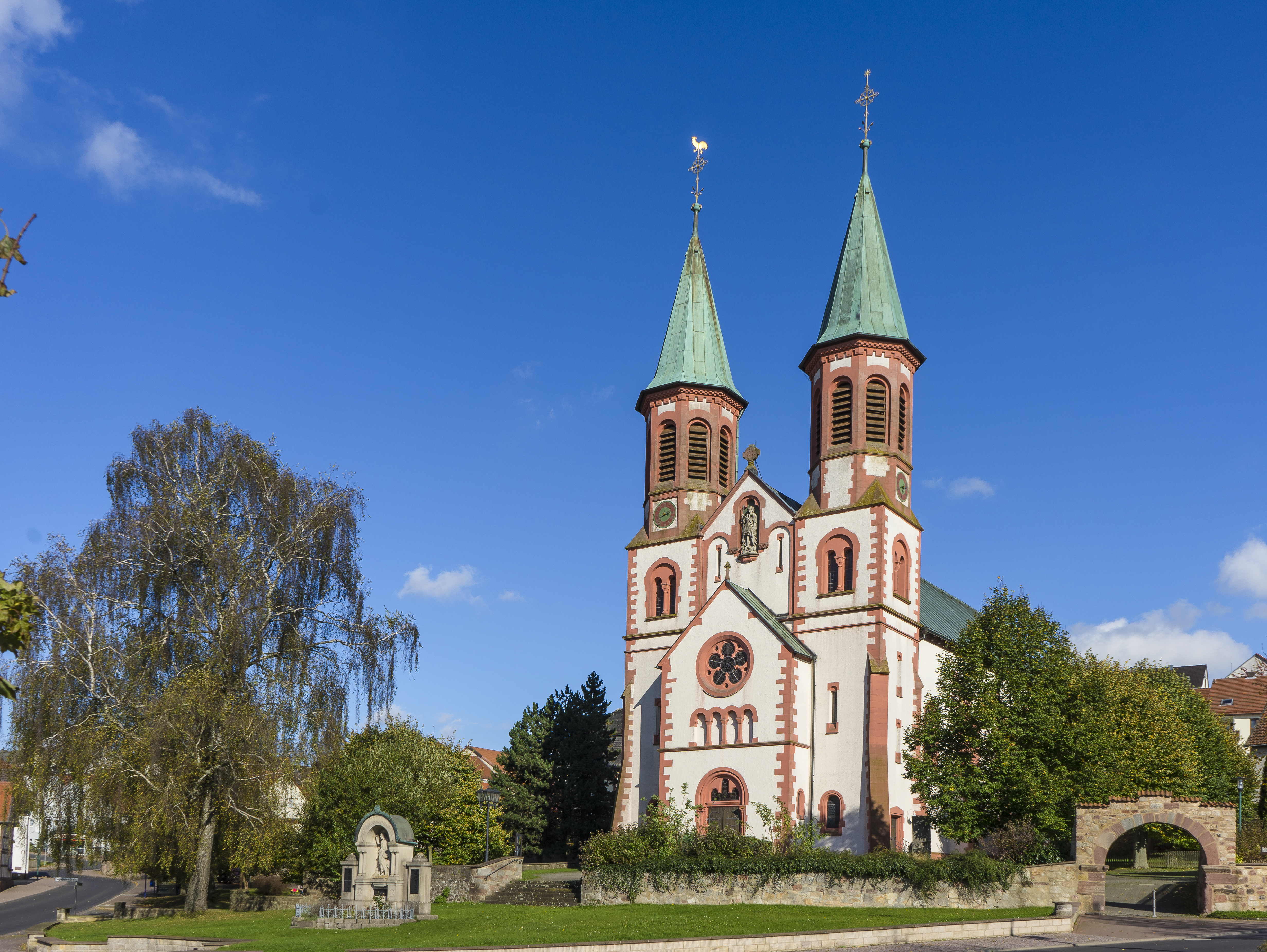